# Margaux Rifkiss
Margaux Rifkiss (ur. 9 czerwca 1996) – francuska szablistka, srebrna medalistka mistrzostw świata.
W 2014 roku zdobyła srebro drużynowo na mistrzostwach świata juniorów w Płowdiwie.
Podczas mistrzostw świata w Mediolanie w 2023 roku Francuzki w składzie: Sara Balzer, Manon Brunet, Caroline Queroli i Margaux Rifkiss zdobyły srebrny medal w zawodach drużynowych. W turnieju indywidualnym zajęła tam 71. miejsce
Ponadto wywalczyła indywidualnie brązowy medal na igrzyskach europejskich w Baku (2015) oraz złoty drużynowo na igrzyskach europejskich w Krakowie (2023).